# 온대 우림

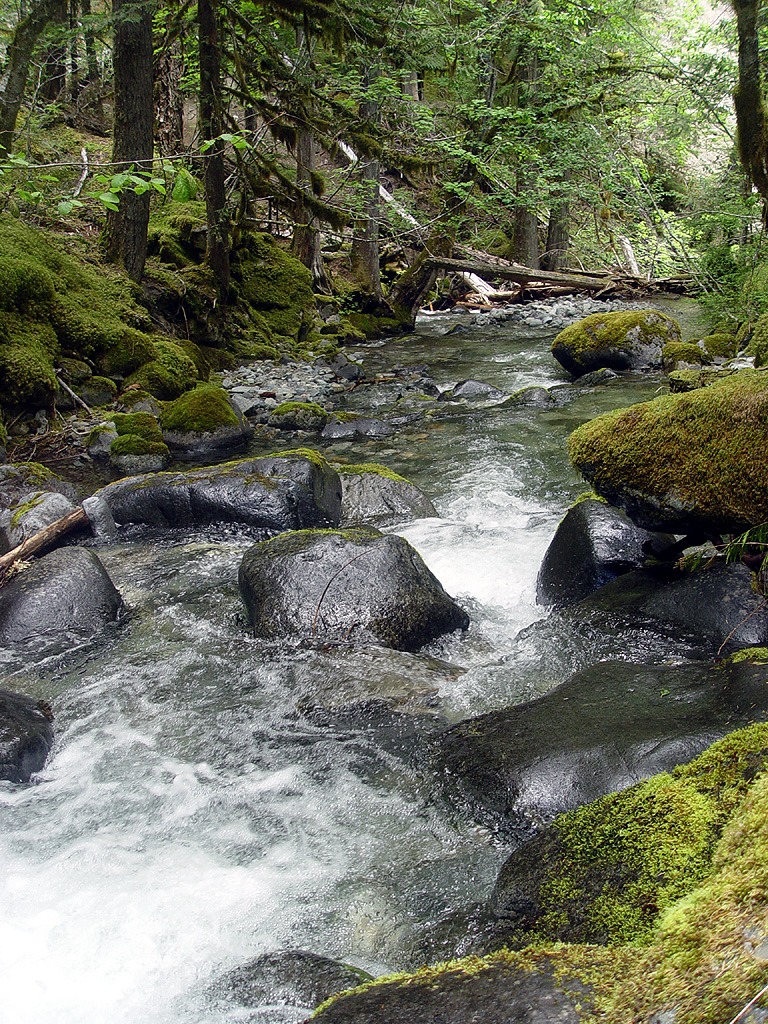

온대 우림(溫帶雨林, temperate rainforest)은 온대 가운데 우량이 많은 지역에 형성되는 식생, 또는 그 지역이다. 온대강우림이라고도 불린다.

## 정의
북아메리카의 온대 우림에 대한 Alaback의 정의는 다음과 같이 널리 인식되고 있다:
연간 강수량이 140 cm (55 in) 이상일 것.
연간 평균 온도가 4 ~ 12 °C (39 ~ 54 °F) 사이일 것.

## 같이 보기
- 열대 우림
- 타이가